# Paso de los Libres (Corrientes)

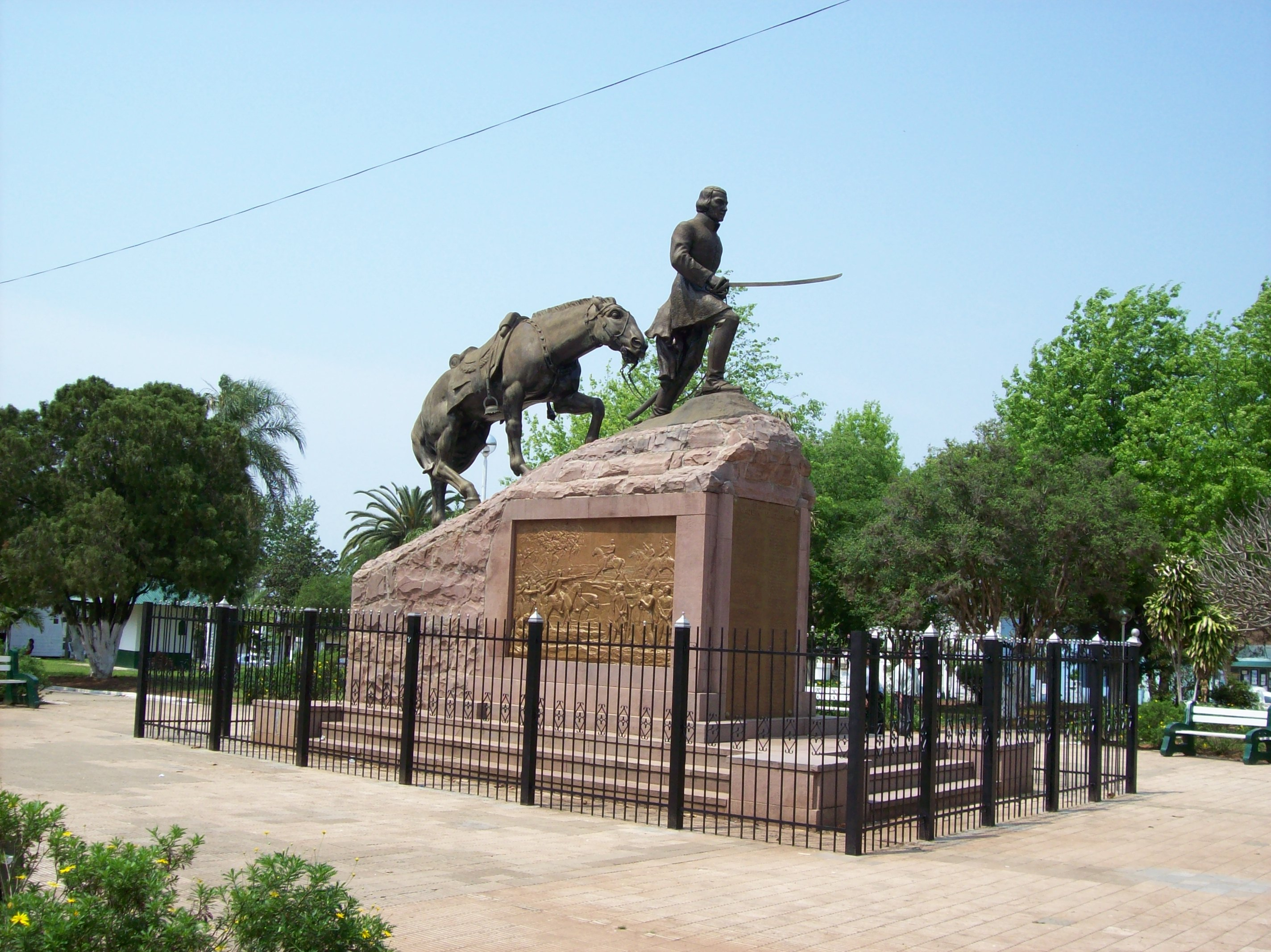
Monument voor generaal Madariaga

Paso de los Libres is een stad in het Argentijnse bestuurlijke gebied Paso de los Libres in de provincie Corrientes. De plaats kende in 2001 een inwonertal van 43.805.
Paso de los Libres ligt aan de rivier de Uruguay, die de grens vormt met Brazilië. De Braziliaanse stad Uruguaiana, die aan de overzijde van de rivier ligt, wordt met Paso de los Libres verbonden door een brug die op 21 mei 1947 werd geopend door de Braziliaanse president Eurico Gaspar Dutra en de Argentijnse president Juan Domingo Perón. Het is een van de belangrijkste grensovergangen tussen beide landen.

## Geboren
- Gustavo Eberto (30 augustus 1983), voetballer
- Silvio Frondizi (1 januari 1907), Argentijnse intellectueel en advocaat